# Diplopterina parva
Diplopterina parva är en kackerlacksart som först beskrevs av John Borg 1902.  Diplopterina parva ingår i släktet Diplopterina och familjen jättekackerlackor. Inga underarter finns listade i Catalogue of Life.